# Игра в самолётики под кроватью
«Игра́ в самолётики под крова́тью» — одиннадцатый студийный альбом проекта «Коммунизм», записанный в 1989 году. Был издан сначала на аудиокассетах в двух частях в 2001 году (Caravan Records), затем на двойном CD в 2003 году («ХОР»). Был пересведён и отреставрирован в 2005 году Егором Летовым и Натальей Чумаковой. Переиздан в 2016 году издательством «Выргород».

## Создание альбома
Основная часть альбома была записана за два майских дня (13 и 17) 1989 года на свалках и в лесах. Остальной материал был записан в промежутке между этими датами, также в начале мая во время работы над несостоявшимся сольным проектом Константина Рябинова. В записи альбома активно использовались металлические конструкции, объекты и отходы, включая и стеклянные. По словам Летова, центральной затеей явилось произведение и запись технического и музыкального, «индустриального» шума. Текстами композиций становился в большинстве случаев случайный, буквально попавший под руку, материал.

…мы раскрасили его [альбом] различными вставками из собственных проектов, сходных по смыслу, либо вообще идентичных идее творчества «Коммунизма», а также всяческой конкретной музыкой, взятой из телевизора, журналов «Кругозор» и повседневности.
Изобилие самого разнообразного звукового материала, лёгкость и радость, которые сопровождали работу, и тёплое сияние мая 89-го до сих пор вызывают у меня самые светлые, солнечные и праздничные ассоциации.— Егор Летов об альбоме (6 января 2006)

Егор Летов, Олег Судаков, Константин Рябинов во время записи альбома. Хэппенинг 13 мая 1989 года

Также Егор Летов говорил, что альбом «Игра в самолётики под кроватью» — самый важный альбом «Коммунизма» после «Хроники пикирующего бомбардировщика».

Здесь удалось найти и воплотить то, чего в мире не делал ещё никогда и никто. И что на Западе подобные вещи появились значительно позже.— Егор Летов об альбоме (7 сентября 2007)
В основу композиции «Пуантилизм» легла звуковая дорожка из невышедшего раннего магнитоальбома «Гражданской обороны» «Психоделия Today», записанная в 1985 году. Также в первоначальный вариант альбома вошла композиция «Гражданской обороны» «Самоотвод».
Песня «Чёрный цвет» была написана Константином Рябиновым ещё во времена группы «Посев» и была включена в альбом-сборник «История: Посев 1982—1985» в 1989 году.
В оформлении обложки альбома (издание «Выргород») использована картина художника-визионера Сесила Коллинза «Поэт» (1941).

## Значимость альбома
Часть материала альбома вошла в магнитоальбом группы «Гражданская оборона» «Русское поле экспериментов» в более утяжелённом варианте, а именно — песни «Лоботомия» и «Вершки и корешки».
Впоследствии эти «индустриальные» дорожки имели широчайшее использование всеми прочими коллективами, работавшими в то время на ГрОб-студии — Янки, Манагером («Цыганята И Я С Ильича») и Г.О.
Фраза из открывающей альбом песни «Небо цвета мяса» была использована в песне «Про червячков» альбома «Прыг-скок» (Егор и Опизденевшие) в 1990 году.
Песни «Господи, не надыть», «Свадьба, свадьба у меня», «Слепые спят с открытыми глазами» и «Карапында» принадлежат авторству Кузи Уо, и были внесены в его сольный магнитоальбом «Военная музычка». Песня «Свадьба, свадьба у меня» стала одной из самых узнаваемых песен проекта и исполнялась Кузей Уо как сольно, так и в составе группы «Коммунизм» на концертах во время реюниона группы.

## Список композиций

### Издание 2003 года («ХОР»)
| №                   | Название                                                                 | Текст песни                                      | Музыка              | Длительность |
| ------------------- | ------------------------------------------------------------------------ | ------------------------------------------------ | ------------------- | ------------ |
| 1.                  | «Небо цвета мяса, когда ты споткнулся о мёртвую мышь»                    | Егор Летов                                       | Коммунизм           | 4:57         |
| 2.                  | «Стих инспектора Савченко № 1»                                           | инспектор Савченко                               | —                   | 0:57         |
| 3.                  | «Господи, не надыть»                                                     | Константин Рябинов                               | Константин Рябинов  | 5:34         |
| 4.                  | «Самоотвод»                                                              | Егор Летов                                       | Егор Летов          | 4:01         |
| 5.                  | «Развлечения Ильича в ссылке были преимущественно спортивного характера» | крестьянин Строганов (читает Константин Рябинов) | Коммунизм           | 2:02         |
| 6.                  | «Я весь пру»                                                             | Константин Рябинов                               | Константин Рябинов  | 1:33         |
| 7.                  | «Жизнь трудна, но, к счастью, коротка»                                   | Варлам Шаламов                                   | Коммунизм           | 6:29         |
| 8.                  | «Живём в счастливом»                                                     | Александр Косарев                                | —                   | 0:58         |
| 9.                  | «История одного захоронения»                                             | бабушка Конькова (поёт Константин Рябинов)       | Коммунизм           | 7:04         |
| 10.                 | «Жизнь как сметана»                                                      | Егор Летов                                       | Егор Летов          | 0:43         |
| 11.                 | «Пуантилизм»                                                             | Егор Летов                                       | Егор Летов          | 3:14         |
| 12.                 | «Где Цюрберт»                                                            | Николай Островский                               | —                   | 0:19         |
| 13.                 | «Разговор с девочкой»                                                    | Михаил Светлов                                   | Константин Рябинов  | 2:27         |
| Общая длительность: | Общая длительность:                                                      | Общая длительность:                              | Общая длительность: | 40:18        |

| №                   | Название                                                          | Текст песни                                        | Музыка              | Длительность |
| ------------------- | ----------------------------------------------------------------- | -------------------------------------------------- | ------------------- | ------------ |
| 1.                  | «Алые паруса»                                                     | Константин Рябинов                                 | Константин Рябинов  | 2:12         |
| 2.                  | «Свадьба, свадьба у меня»                                         | Константин Рябинов                                 | Константин Рябинов  | 3:38         |
| 3.                  | «Самое яркое событие жизни, самое хорошее, что в жизни случилось» | Варлам Шаламов                                     | Коммунизм           | 3:08         |
| 4.                  | «Стих инспектора Савченко № 2»                                    | инспектор Савченко                                 | —                   | 0:53         |
| 5.                  | «Слепые спят с открытыми глазами»                                 | Константин Рябинов                                 | Константин Рябинов  | 4:41         |
| 6.                  | «Лоботомия»                                                       | Егор Летов                                         | Егор Летов          | 2:41         |
| 7.                  | «Поймаю маленького сам»                                           | красногвардеец Королёв (читает Константин Рябинов) | Коммунизм           | 1:50         |
| 8.                  | «Вершки и корешки»                                                | Егор Летов                                         | Егор Летов          | 2:41         |
| 9.                  | «13/5/89»                                                         | Коммунизм                                          | Коммунизм           | 5:15         |
| 10.                 | «Соло, соло, сово во во во хо хо хо ло ло»                        | Константин Рябинов                                 | Константин Рябинов  | 0:40         |
| 11.                 | «Игра в самолётики под кроватью»                                  | Егор Летов                                         | Егор Летов          | 4:40         |
| 12.                 | «Всё»                                                             | Клавдия Сахарова                                   | —                   | 0:07         |
| 13.                 | «Река» ()                                                         | Константин Рябинов                                 | Константин Рябинов  | 4:54         |
| 14.                 | «Беспокойное время»                                               | Г. Лидзин (читает Егор Летов)                      | Коммунизм           | 3:17         |
| 15.                 | «Карапында»                                                       | Коммунизм                                          | Коммунизм           | 3:28         |
| Общая длительность: | Общая длительность:                                               | Общая длительность:                                | Общая длительность: | 39:25        |

- Всё записано в мае 1989 года в ГрОб-студии в Омске, кроме:
  - Стихи инспектора Савченко — в ноябре 1988 на «Эльфу-332 стерео» Кузей Уо;
  - «Самоотвод» — в марте апреле 1988 в ГрОб-студии[ГрОб-Хроники 2];
  - «Пуантилизм» — 12—13 августа 1985 в ГрОб-студии, препарировано 20 мая 1989;
  - «Разговор с девочкой» — в начале апреля 1989 на «Эльфу-332 стерео» Кузей Уо.

### Издание 2016 года («Выргород»)
| №                   | Название                                                                 | Текст песни                                      | Музыка              | Комментарий         | Длительность |
| ------------------- | ------------------------------------------------------------------------ | ------------------------------------------------ | ------------------- | ------------------- | ------------ |
| 1.                  | «Небо цвета мяса, когда ты споткнулся о мёртвую мышь»                    | Егор Летов                                       | Коммунизм           | [ коммент. 1 ]      | 4:58         |
| 2.                  | «Стих инспектора Савченко № 1»                                           | инспектор Савченко                               | —                   | —                   | 0:56         |
| 3.                  | «Господи, не надыть»                                                     | Константин Рябинов                               | Константин Рябинов  | [ коммент. 2 ]      | 5:32         |
| 4.                  | «Чёрный цвет»                                                            | Константин Рябинов                               | Константин Рябинов  | [ коммент. 3 ]      | 2:38         |
| 5.                  | «Развлечения Ильича в ссылке были преимущественно спортивного характера» | крестьянин Строганов (читает Константин Рябинов) | Коммунизм           | [ коммент. 4 ]      | 2:15         |
| 6.                  | «Я весь пру»                                                             | Константин Рябинов                               | Константин Рябинов  | [ коммент. 5 ]      | 1:33         |
| 7.                  | «Жизнь трудна, но, к счастью, коротка»                                   | Варлам Шаламов                                   | Коммунизм           | [ ГрОб-Хроники 3 ]  | 6:33         |
| 8.                  | «Живём в счастливом»                                                     | Александр Косарев                                | —                   | —                   | 0:58         |
| 9.                  | «История одного захоронения»                                             | бабушка Конькова (поёт Константин Рябинов)       | Коммунизм           | [ коммент. 6 ]      | 6:20         |
| 10.                 | «Жизнь как сметана»                                                      | Егор Летов                                       | Егор Летов          | —                   | 0:43         |
| 11.                 | «Пуантилизм»                                                             | Егор Летов                                       | Егор Летов          | [ коммент. 7 ]      | 3:14         |
| 12.                 | «Где Цюрберт»                                                            | Николай Островский                               | —                   | [ ГрОб-Хроники 4 ]  | 0:20         |
| 13.                 | «Разговор с девочкой»                                                    | Михаил Светлов                                   | Константин Рябинов  | —                   | 2:32         |
| Общая длительность: | Общая длительность:                                                      | Общая длительность:                              | Общая длительность: | Общая длительность: | 38:32        |

| №   | Название                                                          | Текст песни                                        | Музыка             | Комментарий        | Длительность |
| --- | ----------------------------------------------------------------- | -------------------------------------------------- | ------------------ | ------------------ | ------------ |
| 1.  | «Алые паруса»                                                     | Константин Рябинов                                 | Константин Рябинов | [ коммент. 7 ]     | 2:14         |
| 2.  | «Свадьба, свадьба у меня»                                         | Константин Рябинов                                 | Константин Рябинов | [ коммент. 2 ]     | 3:35         |
| 3.  | «Самое яркое событие жизни, самое хорошее, что в жизни случилось» | Варлам Шаламов                                     | Коммунизм          | [ коммент. 4 ]     | 3:09         |
| 4.  | «Бабушка живёт вчерашним днём»                                    | Константин Рябинов                                 | Константин Рябинов | [ коммент. 2 ]     | 5:53         |
| 5.  | «Стих инспектора Савченко № 2»                                    | инспектор Савченко                                 | —                  | —                  | 0:55         |
| 6.  | «Слепые спят с открытыми глазами»                                 | Константин Рябинов                                 | Константин Рябинов | [ коммент. 8 ]     | 4:47         |
| 7.  | «Лоботомия»                                                       | Егор Летов                                         | Егор Летов         | [ коммент. 9 ]     | 2:45         |
| 8.  | «Поймаю маленького сам»                                           | красногвардеец Королёв (читает Константин Рябинов) | Коммунизм          | [ коммент. 4 ]     | 1:50         |
| 9.  | «Вершки и корешки»                                                | Егор Летов                                         | Егор Летов         | [ коммент. 9 ]     | 2:44         |
| 10. | «13/5/89»                                                         | Коммунизм                                          | Коммунизм          | [ коммент. 10 ]    | 5:20         |
| 11. | «Соло, соло, сово во во во хо хо хо ло ло»                        | Константин Рябинов                                 | Константин Рябинов | [ коммент. 5 ]     | 0:39         |
| 12. | «Игра в самолётики под кроватью»                                  | Егор Летов                                         | Егор Летов         | —                  | 4:39         |
| 13. | «Всё!»                                                            | Клавдия Сахарова                                   | —                  | [ ГрОб-Хроники 5 ] | 0:07         |
| 14. | «Река»                                                            | Константин Рябинов                                 | Константин Рябинов | [ коммент. 2 ]     | 3:08         |
| 15. | «Беспокойное время»                                               | Г. Лидзин (читает Егор Летов)                      | Коммунизм          | —                  | 3:15         |
| 16. | «Карапында»                                                       | Коммунизм                                          | Коммунизм          | [ коммент. 11 ]    | 3:30         |

| №                   | Название                                             | Текст песни                                | Музыка              | Комментарий         | Длительность |
| ------------------- | ---------------------------------------------------- | ------------------------------------------ | ------------------- | ------------------- | ------------ |
| 17.                 | «Небо цвета мяса (Альтернативная версия)»            | Егор Летов                                 | Коммунизм           | —                   | 2:07         |
| 18.                 | «Жизнь как сметана (Альтернативная версия)»          | Егор Летов                                 | Егор Летов          | [ коммент. 12 ]     | 0:45         |
| 19.                 | «История одного захоронения (Альтернативная версия)» | бабушка Конькова (поёт Константин Рябинов) | Коммунизм           | —                   | 1:59         |
| 20.                 | «Пяли-мурр»                                          | Константин Рябинов                         | Егор Летов          | [ коммент. 13 ]     | 2:12         |
| Общая длительность: | Общая длительность:                                  | Общая длительность:                        | Общая длительность: | Общая длительность: | 55:33        |

- Всё записано в мае 1989 года в ГрОб-студии в Омске, кроме:
  - Стихи инспектора Савченко — в ноябре 1988 на «Эльфу-332 стерео» Кузей УО;
  - «Чёрный цвет», «Пяли-мурр» — в марте 1990 в ГрОб-студии;
  - «Пуантилизм» — 12—13 августа 1985 в ГрОб-студии, препарировано 20 мая 1989;
  - «Разговор с девочкой» — в начале апреля 1989 на «Эльфу-332 стерео» Кузей УО.

## Участники записи
«Коммунизм»*
- Кузя УО — вокал, электрическая гитара, бас, акустическая гитара, барабаны, флейта, супер-турбо овердрайв, саксофон, «индустриал»[14], фортепиано
- Егор Летов — вокал, электрическая гитара, бас, акустическая гитара, ударные, флейта, супер-турбо овердрайв, «индустриал»[14]

Дополнительные музыканты*
- Манагер — «индустриал»[14]
- Александр Рожков — флейта, вокал («Пуантилизм», «Алые паруса») и гитара («Пуантилизм»)

Производство*
- Егор Летов — продюсер, пересведение, реставрация, оформление, коммунизм-арт
- Наталья Чумакова — пересведение, реставрация, мастеринг, оформление
- Константин Рябинов — коммунизм-арт
- Андрей Батура — оформление
- Анна Волкова — фото

* В соответствии с выходными данными 2016 и 2018 года от «Выргорода».

## История релизов
| Страна | Дата            | Формат                                   | Лейбл           | Каталог                       |
| ------ | --------------- | ---------------------------------------- | --------------- | ----------------------------- |
| Россия | 2001            | MC                                       | Caravan Records | CAR 101 [ 15 ] CAR 102 [ 16 ] |
| Россия | 22 апреля 2003  | Двойной CD (double jewel box + slipcase) | ХОР             | HCD-049/050                   |
| Россия | 12 апреля 2016  | Двойной CD (digipak)                     | Выргород        | ВЫРГОРОД 122 (122-1/122-2)    |
| Россия | 11 декабря 2018 | Двойной CD (digipak)                     | Выргород        | ВЫРГОРОД 122 (122-1/122-2)    |

### Общие
1. ↑  Фактические даты выпуска смотреть в разделе «История релизов».
2. ↑  Дополнительные лейблы смотреть в разделе «История релизов».
3. ↑  По версии официальной альбомографии «ГрОб-Records» 1990 года Архивная копия от 8 июля 2020 на Wayback Machine и судя по надписи «Vol. 11» на упаковке/инлее диска издания «ХОР».
4. 1 2  См. дату релиза на Discogs (ссылка 1 и ссылка 2).
5. 1 2  «Новинки интернет-магазина» — Из заголовка новости «ХОРа» от 22.04.2003
6. 1 2  Выргород завершает переиздание альбомов Коммунизма. 12.04.2016. Дата обращения: 31 мая 2021. Архивировано 9 декабря 2021 года.
7. 1 2 3 4 5 6 7  Новости | Гражданская Оборона — официальный сайт группы. Дата обращения: 2 апреля 2021. Архивировано 12 июня 2021 года.
8. ↑  ‘The Poet’, Cecil Collins, 1941 | Tate. Дата обращения: 22 января 2017. Архивировано 2 февраля 2017 года.
9. ↑  Кушнир Александр. 100 магнитоальбомов советского рока. Гражданская оборона Русское поле экспериментов (1989). e-reading.club (2003). — «В „Русском поле экспериментов“ Селиванову также посвящалась шаманоподобная хардкоровая „Лоботомия“, первоначально записанная в рамках параллельного проекта „Коммунизм“…
Большинство номеров в „Русском поле экспериментов“ по своей сути представляли деструктивный рок. По форме это был ядрёный сплав гаражного панка и авангардного трэша, сыгранный зычно и звонко, отчаянно и яростно. Не случайно на альбоме Кузя Уо использовал флейту один-единственный раз (в „Вершках и корешках“) — чтобы не ломать динамику. Зато Джефф почти в каждой композиции пропускал гитару через перегруженный фузз — приём, доведённый Летовым до совершенства в „Мышеловке“ и „Красном альбоме“. Несмотря на среднечастотную грязь, дисгармонии, дикий скрежет специально расстроенных гитар, утрированно примитивный ритм и „нарочито зловонное исполнение“…» Дата обращения: 2 апреля 2021. Архивировано из оригинала 25 августа 2019 года.
10. 1 2  ГрОб-Хроники | Александр Косарев — Живём в счастливом. Дата обращения: 2 апреля 2021. Архивировано 5 декабря 2021 года.
11. 1 2  ГрОб-Хроники | Варлам Шаламов — Самое яркое событие жизни, самое хорошее, что в жизни случилось… Дата обращения: 2 апреля 2021. Архивировано 5 декабря 2021 года.
12. ↑  ГрОб-Хроники | Клавдия Сахарова — Всё. Дата обращения: 26 июня 2021. Архивировано 26 июня 2021 года.
13. 1 2  ГрОб-Хроники | Г. Лидзин — Беспокойное время. Дата обращения: 2 апреля 2021. Архивировано 13 января 2021 года.
14. 1 2 3  Запись на кассетный магнитофон «Электроника-311 стерео»: ротор, статор, хлебница, топор, молотки, железный бак, батарея, стеклотара, вёдра, металлические трубы, камни, листовое железо, сейф, металлические каркасы, кузов автобуса, мотоциклетная рама, цистерны, стальные прутья и ленты и прочие объекты.
15. ↑  ГрОб-Хроники — Caravan Records, MC. Дата обращения: 2 апреля 2021. Архивировано 13 декабря 2021 года.
16. ↑  ГрОб-Хроники — Caravan Records, MC. Дата обращения: 2 апреля 2021. Архивировано 13 декабря 2021 года.
17. ↑  Вариант с обычным буклетом
  - ГрОб-Хроники — ХОР, 2×CD Архивная копия от 8 июля 2020 на Wayback Machine

Вариант с лакированным буклетом
  - ГрОб-Хроники — ХОР, 2×CD Архивная копия от 9 мая 2020 на Wayback Machine
18. ↑  1-е издание (ООО «ПО „ЕОД“»)
  - ГрОб-Хроники — Выргород, 2×CD Архивная копия от 9 июля 2020 на Wayback Machine

2-е издание (ООО «Инновационные технологии»)
  - ГрОб-Хроники — Выргород, 2×CD Архивная копия от 8 июля 2020 на Wayback Machine
19. ↑  «Вновь доступен на компакт-дисках альбом Коммунизма „Игра в самолётики под кроватью“». — Новость «Выргорода» от 11.12.2018 Архивная копия от 9 декабря 2021 на Wayback Machine

### Рецензии
1. ↑  Ступников Денис. Коммунизм «Игра в самолетики под кроватью» (2 CD). km.ru (13 марта 2017). Дата обращения: 2 апреля 2021. Архивировано 15 ноября 2019 года.

### Комментарии на диске (ВЫРГОРОД 122)
1. ↑  НЕБО ЦВЕТА МЯСА
Одна из моих самых любимых собственных вещей в рамках проекта «Коммунизм». Текст лаконичный и ёмкий, очень красивый музыкальный ход. Звучит отстранённо и завораживающе. Как во сне.
Я — голос, басс; Кузьма — флейта.
2. 1 2 3 4  СВАДЬБА, РЕКА, ГОСПОДИ НЕ НАДЫТЬ и БАБУШКА
Записаны 2—3 мая для так и не вышедшего (во всяком случае, в том виде, как он был задуман) сольного альбома Кузьмы. Звучит очень смело с точки зрения качества, так как подход к записи изначально был изрядно приближен к принципу создания его предыдущего детища — первого сольника «ТРАМТАРАРАРАМ», запись которого, как я писал в своё время, носила «циничный, нетривиальный и попросту НЕБЫВАЛЫЙ характер». В первом, третьем и четвёртом опусах я — некие «завывающие шумы» (см. ИСТОРИЯ ОДНОГО ЗАХОРОНЕНИЯ), а также гитара, пропущенная через сей чудесный преобразователь. Использована простейшая драм-машинка.
Кузьма — всё остальное.
3. ↑  ЧЁРНЫЙ ЦВЕТ
Древняя, школьная (насколько мне известно) песня Кузьмы. Записана во второй части его сольника «Бодюл». Использован странный самодельный ритм-бокс неизвестного омского авторства, несколько обезумевший по звуку после длительного использования.
Кузьма — голос, акустическая гитара; я — басс.
4. 1 2 3  РАЗВЛЕЧЕНИЯ ИЛЬИЧА В ССЫЛКЕ, САМОЕ ЯРКОЕ СОБЫТИЕ и ПОЙМАЮ МАЛЕНЬКОГО САМ
Тексты представляют собой цитаты из впервые опубликованных воспоминаний о Ленине разных реальных участников исторических событий — крестьян и красноармейцев. Использованы странно настроенные бассы и гитары.
5. 1 2  Я ВЕСЬ ПРУ и СОЛО-СОЛО-СОВО-ВО-ВО-ВО
Две отличнейшие акустические, полуспонтанные вещи Кузьмы. До сего момента существовали лишь как самодостаточные тексты. Сыграны и спеты с лёту как вольная импровизация.
6. ↑  ИСТОРИЯ ОДНОГО ЗАХОРОНЕНИЯ
Ещё один текст из газеты про то, как однажды некий берег некой рекой подмыло и вскрылось секретное захоронение жертв сталинских репрессий — мумифицированные трупы посыпались в реку, поплыли по ней, облепили чьи-то брёвнышки и т. п. Использован уникальный инструмент — жестяная коробочка, задуманная безымянным умельцем из Академгородка и имеющая способность при определённом положении ручек как бы заводиться и издавать feedback’образный вой. Одной из крутилок можно было регулировать высоту, тональность этого воя, и при определённой сноровке даже музицировать таким манером, что Кузьма гениально и осуществил.
Я — басс, Кузьма — голос и волшебная жестяная коробочка. (исправлено)
7. 1 2  ПУАНТИЛИЗМ и АЛЫЕ ПАРУСА
Артефакты из практически непесенного авангардного двойного альбома Гражданской Обороны «Psychedelia Today», записанного 12—13 августа 1985 года совместно с Александром «Иванычем» Рожковым. В первой композиции все точечные звуки — это мы втроём. Во второй Кузьма играет на гитаре и поёт высоким голосом, мы с Иванычем — «подпевки».
8. ↑  СЛЕПЫЕ СПЯТ С ОТКРЫТЫМИ ГЛАЗАМИ
Одна из лучших, если вообще не лучшая, вещь Кузьмы.
Кузьма — голос, басс; я — гитара.
9. 1 2  ЛОБОТОМИЯ и ВЕРШКИ И КОРЕШКИ
Песни, написанные под впечатлением незадолго до этого произошедшего самоубийства Дмитрия Селиванова, в прошлом гитариста концертного состава Г.О.
Я — гитара, голос; Кузьма — барабаны. На второй вещи я играю на всём один.
10. ↑  13/5/89
Композиция, от начала и до конца записанная вживую во время проведения одноимённого хэппенинга. Мы с Кузьмой — камешки, молотки и голоса, а также ещё один участник — магнитофон «Электроника-311 стерео», расположенный на противоположном конце сложенных штабелями гигантских металлических труб. (исправлено)
11. ↑  КАРАПЫНДА
Совместная живая импровизация. Кузьма — голос и флейты; я — гитара и пара междометий.
12. ↑  ЖИЗНЬ КАК СМЕТАНА
Оригинальная, свежая моя песня. Как и «Лоботомия» и «Вершки И Корешки», сочинена, исполнена и впервые записана сугубо для данного альбома. Позднее именно этим же вариантом и представлена в «Русском Поле Экспериментов» Г.О.
13. ↑  ПЯЛИ-МУРР
Оригинальная вещь из альбома Кузьмы «Бодюл». Создана по тому же принципу, что и Я ВЕСЬ ПРУ и СОЛО-СОЛО-СОВО-ВО-ВО-ВО. В данном издании звучит в полном варианте, со вступлением. Кузьма — голос, виолончель; я — акустическая гитара.